# U-61 (1939)
U-61 — малая немецкая подводная лодка типа II-C для прибрежных вод, времён Второй мировой войны. Заводской номер 260.
Введена в строй 12 августа 1939 года, вошла в 5-ю флотилию, с 1 января 1940 входила в 1-ю флотилию, с 15 ноября 1940 входила в учебную 21-ю флотилию. Совершила 10 боевых походов, потопила 5 судов (19 668 брт), и повредила одно судно (4 434 брт). 2 мая 1945 года затоплена экипажем в порту города Вильгельмсхафен.
Лодкой командовали: обер-лейтенант Юрген Етсен, обер-лейтенант Вольф Харро Штиблер, Вилли Маттке, Ганс Ланге, обер-лейтенант Хорст Гейдер, обер-лейтенант Вольфганг Лей, обер-лейтенант Рудольф Шультце, обер-лейтенант Вернер Цапф